# Wenze
Wenze este o comună din landul Saxonia-Anhalt, Germania.